# I Did It, Mama!
«I Did It, Mama!» es una canción grabada por la cantante rumana Alexandra Stan para su tercer álbum de estudio, Alesta (2016). Fue lanzada para su descarga digital el 27 de noviembre de 2015 a través de Global Records como el segundo sencillo del disco. La pista fue producida por los miembros de Play & Win: Sebastian Barac y Marcel Botezan, junto con David Ciente. La composición fue manejada por los tres en colaboración con Stan, Eric Turner y Julimar Santos Oliveira Neponuceno. Es una canción europop, reguetón, eurodance y dance pop que incorpora influencias étnicas y balcánicas, asemejándose al contenido lírico de «Papa Don't Preach» (1986) de Madonna.
«I Did It, Mama!» ha recibido reseñas variadas por parte de los críticos de música; algunos la elogiaron por ser «pegadiza», mientras que otros la llamaron «aburrida». Un video musical para la pista fue filmado por Bogdan Daragiu y subido al canal oficial de Stan en YouTube en noviembre de 2015. El videoclip, que presenta a la cantante rodeada de diferentes hombres semidesnudos, generó polémica debido a una escena donde Stan aparece imitando una posición sexual con uno de sus bailarines. Comercialmente, la pista alcanzó el puesto número nueve en Rumania.

## Composición
La canción fue escrita por Marcel Botezan, Sebastian Barac, J-Son, Eric Turner, David Ciente y Stan, mientras que la producción fue manejada por Botezan y Barac bajo el nombre de Play & Win, junto con Ciente. Líricamente, «I Did It, Mama!» trata sobre el «conflicto entre diferentes generaciones, más específicamente entre niños y sus padres». A través de las letras, Stan trata de convencer a sus padres que acepten a su novio incomprendido. Sin embargo, con el estribillo, la artista se mantiene firme, repitiendo el título de la canción varias veces. Bradely Stern, quien escribió para el sitio web de música Pop Crush, comparó el mensaje de la pista con el tema de Madonna «Papa Don't Preach» (1986), mientras que Stan confesó que «[la canción] es una pista más rebelde que los padres no entenderan a la primera escucha». La propia cantante la describió como una mezcla entre europop, reguetón y música balcánica. Hitfire etiquetó a «I Did, It Mama!» como una pista dance pop exitosa, y Gay Times la llamó una «bomba de eurodance». Carlo Andriani del portal italiano Daring To Do señaló influencias étnicas en su composición.

## Recepción
Tras su lanzamiento, la pista ha recibido reseñas variadas por parte de los críticos de música. Pop Crush la llamó «una melodía pegadiza, como cualquier obra maestra de pop de Stan». El sitio web concluyó: «[la pista] no tiene mucho sentido en absoluto, pero tampoco es necesario que tenga sentido: ella es Alexandra Stan, maldita sea». Hitfire elogió el coro de la canción, pero criticó su introducción, confesando que eso «la arruina un poco». El sitio web español Melty describió a «I Did It, Mama!» como «genial», comentando además que podría tener éxito en los clubes europeos. Daring To Do le otorgó una reseña negativa a la pista, diciendo que era «aburrida» y que la posibilidad de convertirse en un éxito era «bajo cero». El periódico rumano Libertatea comparó el título de la canción con «Da, Mama» de la cantante Delia Matache.

## Video musical y promoción
Un video musical de acompañamiento para la canción fue filmado por Bogdan Daragiu y subido al canal oficial de Stan en YouTube el 25 de noviembre de 2015. Stan confesó que «en el rodaje del videoclip, me sentí muy bien, como una diosa absoluta, con muchos hombres rondando durante 24 horas». Para el video, contrataron a varios hombres, entre ellos modelos, motociclistas y jugadores de rugby de CSA Steaua Bucarest. El video comienza con algunos motociclistas en un sitio abandonado. Luego, Stan aparece montada sobre un caballo de plástico en una habitación iluminada con luces de neón, mientras interpreta la primera estrofa frente a los jugadores de rugby. Posteriormente, se la ve acostada en el suelo de la habitación, acompañada por hombres semidesnudos luciendo medias de rejilla blancas y botas. Después de que ella y los demás chicos bailan al ritmo de la canción, el videoclip termina con Stan quedándose sola en el caballo del principio. Las escenas intercaladas en el video principal la retratan posando frente a una pared azul, luciendo gafas de sol negras y aretes de estilo cruzado.
Tras su lanzamiento, el video ha recibido comentarios positivos. Pop Crush etiquetó la vestimenta como «una mezcla europea ostentosa entre el estilo de los años 20 y el antiguo glamur de Hollywood». Hitfire elogió el videoclip y lo llamó «una fiesta para ambos sexos». Las publicaciones rumanas Cancan y Click! señalaron una escena en la que Stan imita una posición sexual con un bailarín de respaldo que, según ellos, sería una buena razón para prohibir el video en Rumania. Melty describió al videoclip como «provocativo», mientras que Daring To Do le dio una reseña negativa, argumentando que «presenta escenas innumerables veces, dejando al espectador molesto con una sensación de déjà vu».
Stan incluyó a «I Did It, Mama!» en su lista de conciertos para promover su tercer álbum, Alesta, en Japón. También interpretó una versión reducida de la canción para la estación de radio rumana Pro FM. El cantante rumano George Papagheorghe personificó a Stan y versionó la pista para el programa de talentos Te cunosc de undeva!.

## Personal
Créditos adaptados de las notas de Alesta.
| Créditos de composición y técnicos - Alexandra Stan – compositora - Julimar Santos Oliveira Neponuceno – compositor - Eric Turner – compositor - David Ciente – compositor, productor - Marcel Botezan – compositor, productor - Sebastian Barac – compositor, productor | Créditos vocales - Alexandra Stan – voz principal Créditos visuales - Bogdan Daragiu – director del video, director de fotografía |

## Formatos
- Descarga digital[15]

1. «I Did It Mama» – 3:25

- EP de remezclas[16][A]

1. «I Did It Mama» (Jack Mazzoni remix) – 4:26
2. «I Did It Mama» (Jack Mazzoni radio remix) – 3:23
3. «I Did It Mama» (Franques remix) – 4:20
4. «I Did It Mama» (Franques extended mix) – 5:08
5. «I Did It Mama» (Fedo Mora & Oki Doro remix) – 4:30
6. «I Did It Mama» (Fedo Mora & Oki Doro radio remix) – 3:20
7. «I Did It Mama» (Matthew Bee radio remix) – 3:32
8. «I Did It Mama» (Matthew Bee remix) – 4:41

## Posicionamiento en listas
| Rumania | Airplay 100 | 9 |

## Lanzamiento

### Proceso
«I Did It, Mama» se estrenó en formato digital el 27 de noviembre de 2015 en iTunes a través de Global y Ego Records. Posteriormente, un EP de remezclas estuvo disponible el 7 de enero y 15 de enero de 2016 en los territorios europeos. La portada del EP lanzado en Italia presenta el fondo en color verde, mientras que en otras versiones del mismo el color es rojo. Las estaciones de radio italianas incluyeron la canción en su lista de reproducción el 30 de noviembre de 2015.

### Historial
| Brasil         | 27 de noviembre de 2015 | Global |
| Dinamarca      | 27 de noviembre de 2015 | Global |
| Alemania       | 27 de noviembre de 2015 | Global |
| Italia         | 27 de noviembre de 2015 | Ego    |
| Países Bajos   | 27 de noviembre de 2015 | Global |
| Portugal       | 27 de noviembre de 2015 | Global |
| Rumania        | 27 de noviembre de 2015 | Global |
| Rusia          | 27 de noviembre de 2015 | Global |
| Suecia         | 27 de noviembre de 2015 | Global |
| Estados Unidos | 27 de noviembre de 2015 | Global |

| Italia | 30 de noviembre de 2015 | Ninguna |

| Brasil         | 7 de enero de 2016  | Global |
| Dinamarca      | 7 de enero de 2016  | Global |
| Alemania       | 7 de enero de 2016  | Global |
| Italia         | 15 de enero de 2016 | Ego    |
| Países Bajos   | 7 de enero de 2016  | Global |
| Portugal       | 7 de enero de 2016  | Global |
| Rumania        | 7 de enero de 2016  | Global |
| Rusia          | 7 de enero de 2016  | Global |
| Suecia         | 7 de enero de 2016  | Global |
| Estados Unidos | 7 de enero de 2016  | Global |